# Capi di Stato delle Maldive
I capi di Stato delle Maldive (ދިވެހިރާއްޖޭގެ ރައީސުލްޖުމްހޫރިއްޔާ) dal 1953 ad oggi sono i seguenti.

## Lista
| Presidente              | Presidente | Presidente | Presidente             | Partito                                                         | Elezioni                           | Mandato          | Mandato          |
| Presidente              | Presidente | Presidente | Presidente             | Partito                                                         | Elezioni                           | Inizio           | Fine             |
| ----------------------- | ---------- | ---------- | ---------------------- | --------------------------------------------------------------- | ---------------------------------- | ---------------- | ---------------- |
| Prima Repubblica        |            |            |                        |                                                                 |                                    |                  |                  |
| 1                       |            |            | Mohamed Amin Didi      | Partito Progressista Popolare                                   | 1952                               | 1º gennaio 1953  | 2 settembre 1953 |
| -                       |            |            | Ibrahim Muhammad Didi  | Partito Progressista Popolare                                   | Ad interim                         | 2 settembre 1953 | 7 marzo 1954     |
| Sultanato delle Maldive |            |            |                        |                                                                 |                                    |                  |                  |
|                         |            |            | Muhammad Fareed Didi   | Sultano                                                         |                                    | 7 marzo 1954     | 11 novembre 1968 |
| Seconda Repubblica      |            |            |                        |                                                                 |                                    |                  |                  |
| 2                       |            |            | Ibrahim Nasir          | Indipendente                                                    | 1968, 1973                         | 11 novembre 1968 | 11 novembre 1978 |
| 3                       |            |            | Maumoon Abdul Gayoom   | Indipendente (1978-2005) Partito Popolare Maldiviano (dal 2005) | 1978, 1983, 1988, 1993, 1998, 2003 | 11 novembre 1978 | 11 novembre 2008 |
| 4                       |            |            | Mohamed Nasheed        | Partito Democratico Maldiviano                                  | 2008                               | 11 novembre 2008 | 7 febbraio 2012  |
| 5                       |            |            | Mohammed Waheed Hassan | Partito dell'Unità Nazionale                                    | A seguito di colpo di stato        | 7 febbraio 2012  | 17 novembre 2013 |
| 6                       |            |            | Abdulla Yameen         | Partito Progressista delle Maldive                              | 2013                               | 17 novembre 2013 | 17 novembre 2018 |
| 7                       |            |            | Ibrahim Mohamed Solih  | Partito Democratico Maldiviano                                  | 2018                               | 17 novembre 2018 | 17 novembre 2023 |
| 8                       |            |            | Mohamed Muizzu         | Congresso Nazionale del Popolo                                  | 2023                               | 17 novembre 2023 | in carica        |